# ПТВ-2000
ПТВ-2000 — первый российский проект шестиосного сочленённого трамвайного вагона с низким уровнем пола. Трамвайный вагон разработан в ЦКБ «Рубин» совместно с ВНИИ «Трансмаш» в 2000 году (отсюда индекс 2000 в названии вагона). Строительство прототипа планировалось завершить к концу 2000 года, однако из-за недостатка средств проект фактически был отменен.

## Технические подробности
ПТВ-2000 — сочленённый шестиосный трамвайный вагон с низким уровнем пола, для линий с шириной колеи 1524 мм. Кузов состоит из трёх секций, связанных через узел сочленения. Уровень пола — 350 мм от головки рельса. В четырёхсекционном варианте ПТВ-2000 во второй секции предусмотрен один въезд с ещё меньшей высоты, специально для инвалидов на колясках. Напротив этого въезда предусмотрено специальное место для размещения коляски. В начале первой секции одна двустворчатая дверь (для водителя и пассажиров), во второй секции две двустворчатые двери, в конце третьей секции одна двустворчатая дверь. Асинхронные тяговые электродвигатели — ТАД-1, мощность 75 кВт каждый.

## Перспективы
Несмотря на нереализованный проект ПТВ-2000, в ЦКБ «Рубин» в инициативном порядке была разработана документация на новый перспективный трамвайный вагон.

## Проблемы
Разработчикам необходимо было создать трамвай, который отвечал бы самым современным требованиям как по эксплуатационным характеристикам, так и по дизайну и, что немаловажно, по экономическим показателям, по затратам на производство и эксплуатацию. Разработчики попросили специалистов «Горэлектротранса», городской администрации и трамвайных парков выставить самые жёсткие требования к техническим и эксплуатационным характеристикам будущего трамвая, в результате чего с проектированием нового трамвая возникли трудности. Необходимых показателей удалось добиться только при двенадцатом варианте компоновки трамвая и его узлов.